# Teletskojemeer
Het Teletskojemeer (Russisch: Теле́цкое о́зеро; Altaj: Altyn-Köl; "gouden meer") is het grootste meer in het West-Siberische Altajgebergte in het noorden van de autonome deelrepubliek Altaj van Rusland. Het meer ligt in het noordoosten van het Altajgebergte, waar deze samenkomt met de Westelijke Sajan op ongeveer 436 meter boven zeeniveau.

## Naam
De Russische naam Teletskoje (ook wel Telesskoje of Telezjskoje) werd ongeveer 400 jaar geleden door Russische kolonisten toegekend aan het waterbekken, omdat het meer gelegen was naast een aantal stammen, die zichzelf Telesami (Teleoeten) noemden. De lokale Altaj noemen het meer zelf echter al sinds mensenheugenis Altyn-Köl ("gouden meer"). De Mongolen noemden het meer Altyn-Nor en in de Chinese geografie stond het bekend als Altai of Artai.

## Kenmerken
Het meer heeft een lengte van 77,7 kilometer en een gemiddelde breedte van 3 kilometer. Het meer is op het breedste punt 5 kilometer. De turbiditeit bedraagt door de verzadiging met zuurstof 12 tot 15 meter.
In het meer stromen ongeveer 70 rivieren en 150 tijdelijke stroompjes. Verreweg de belangrijkste rivier hieronder is de vanuit het zuiden instromende Tsjoelysjman, die verantwoordelijk is voor meer dan 70% van het water dat in het meer stroomt en die haar bron heeft in het grote bergmeer Zjoeloekoel. De belangrijkste uitgaande rivier (98% van het water) is de Bieja, die verderop samen met de Katoen de Ob vormt, een van de grootste rivieren van Siberië. Het meer is daarmee grotendeels een waterbron voor deze rivier en is verder met gemiddeld 175 meter en maximaal 325 meter het op vier na diepste meer van Rusland en het 25ste van de wereld.

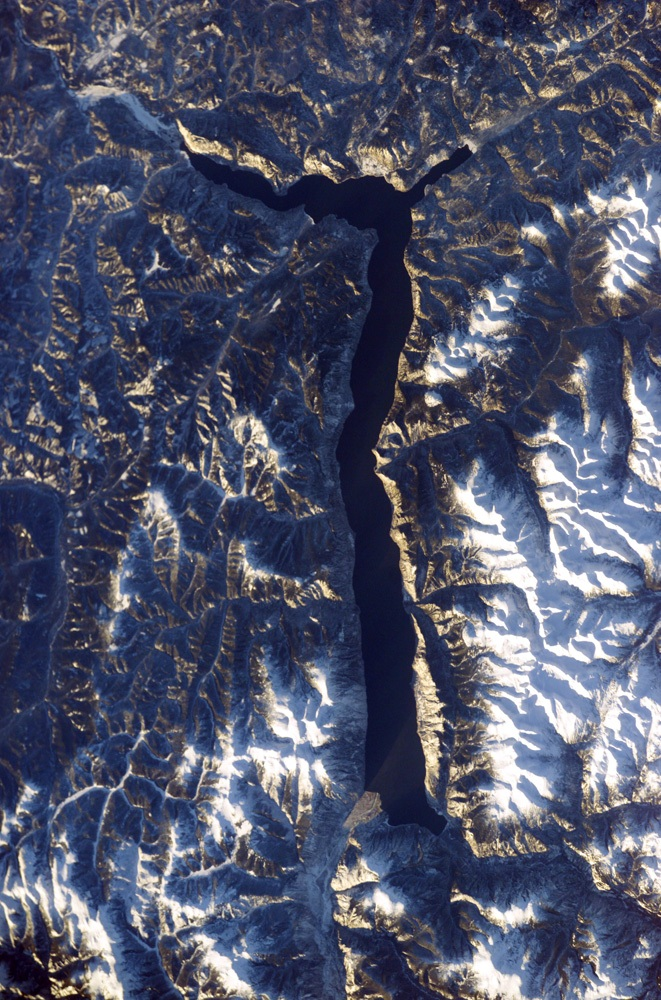
Satellietfoto van het meer (zwart). De Tsjoelysjman stroomt vanuit het zuiden (onderaan) in het meer

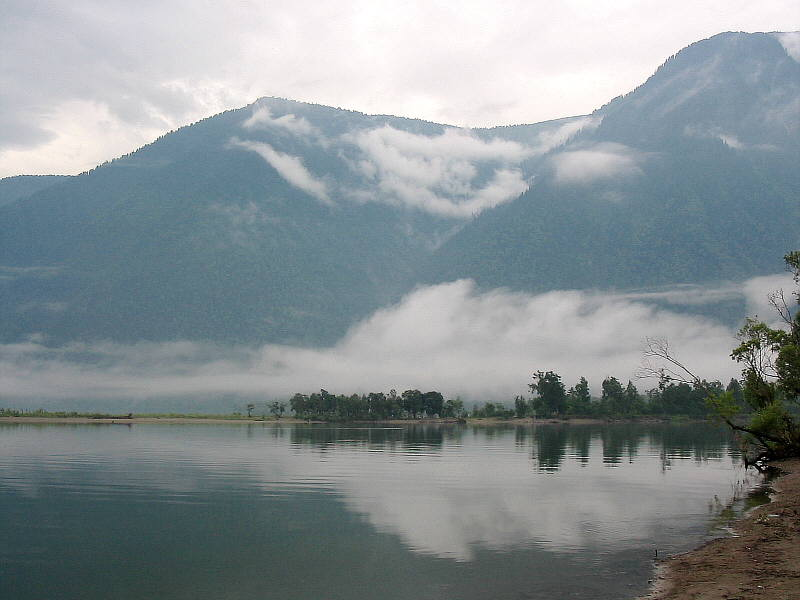
Zuidzijde van het meer: het uiteinde van de Kysjinski en de delta van de Tsjoelysjman

Het noordelijk deel van het meer bevriest gedurende de winter, terwijl het zuidelijke deel gemiddeld slechts een keer per 3 jaar bevriest. Door de hoge turbiditeit kan in de winter in de buurt van de kust door het ijs tot op 5 tot 6 meter diepte de bodem worden gezien.
Aan de oostzijde van het meer bevindt zich op ongeveer 100 meter van het meer in de rivier de Bolsjaja Korboe de 13 meter hoge waterval Korboe.
Vissen in het meer zijn onder andere de vlagzalm (of de siberische soort: Thymallus arcticus), taimen (Hucho taimen), Teletskojse houting Coregonus pravdinellus en baars (Perca fluviatilis).

## Omgeving
Het meer wordt omringd door gebergtes. In het noorden zijn deze lager (600 tot 1300 meter) dan in het zuidelijke deel (1700 tot 2400 meter). Aan de oostzijde bevinden zich het Korboegebergte en het Abakangebergte, in het westen de Altyn-Toe en het Soemoeltinskigebergte en in het zuiden het Tsjoelysjmanhoogland. De kust rond het meer is aan bijna alle zijden steil en abrupt met diepe kloven en baaien, waarwan de grootste de Kamginski en de Kyginski zijn. In het noorden en zuiden loopt het meer breed uit.
De vallei van het meer kent een landklimaat, waarbij de klimatologische omstandigheden bij beide uiteinden verschillen; in het zuiden is het 4 tot 5 graden warmer dan in het noordelijk deel en in het noordelijk deel valt 2 maal zoveel neerslag. Hier komt ook een zeldzaam en gevaarlijk verschijnsel voor: doordat kliffen hier overdag verhit worden en 's nachts afkoelen, worden er soms stenen hieruit "weggeschoten".
Bij de uitstroom in de Bieja liggen de Artybasj en Iogatsj. Dit zijn de enige plaatsen die een goede wegverbinding hebben met de rest van de deelrepubliek. In Artybasj bevindt zich het beheerscentrum van de zapovednik (natuurreservaat) Altajski, waar het Teletskojemeer deel van uitmaakt. Dit natuurreservaat vormt samen met de zapovednik Katoenski (in de buurt van de Beloecha) en het reservaat rond het Oekokplateau het UNESCO-werelderfgoedmonument "Gouden Bergen van Altaj".

## Onderzoek
Geomorfologische expedities van de National Research Tomsk State University in het gebied van hetTeletskojemeer (2008—2010), foto's door Alexei Rudoy

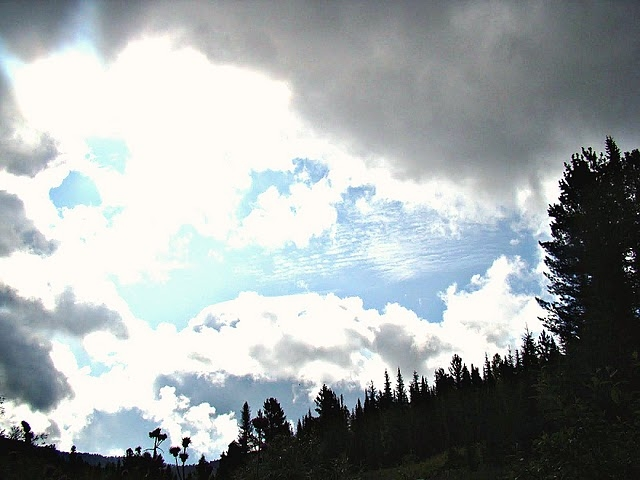
Altay, augustus 2009
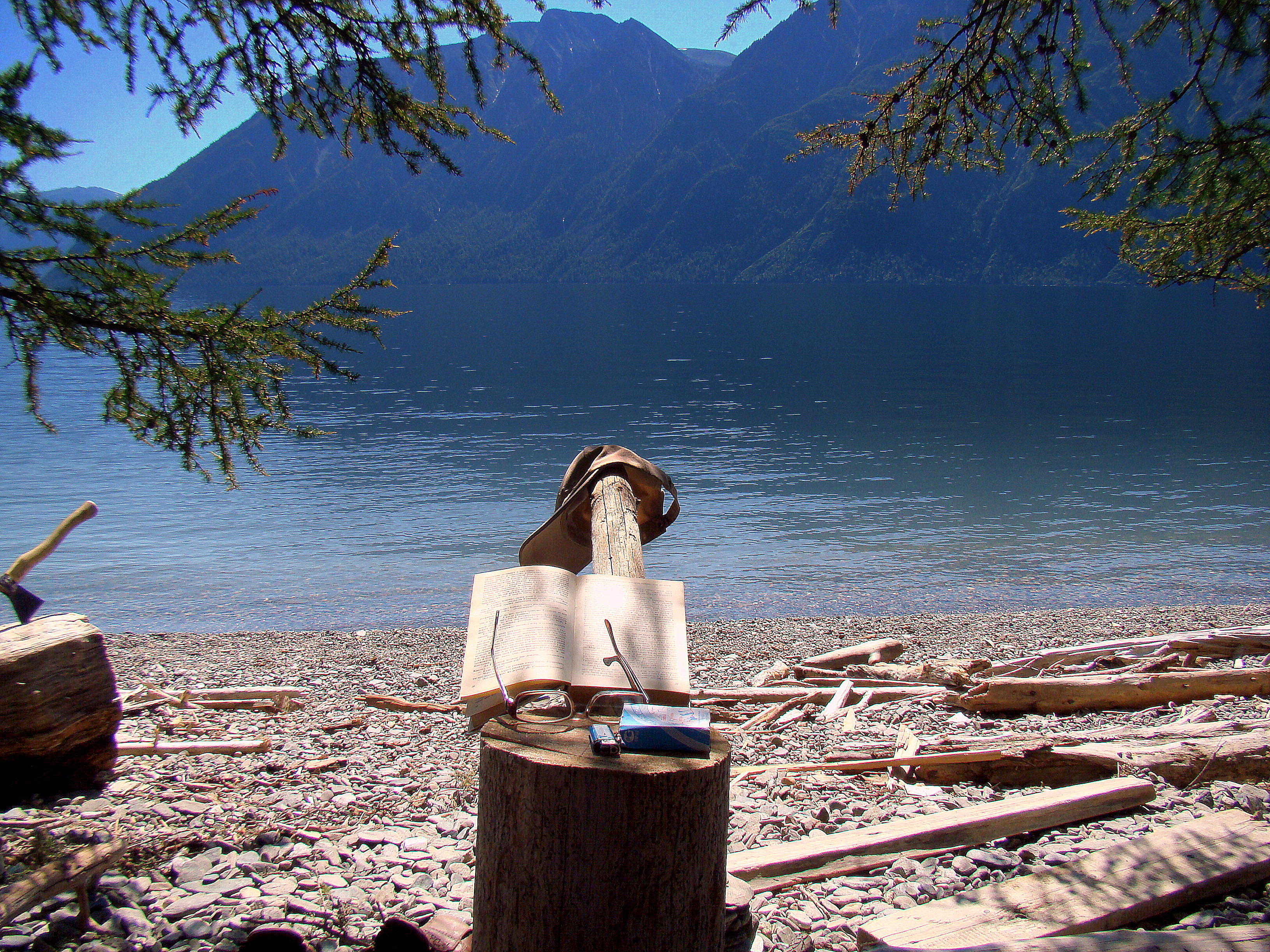
De beschermde kust, augustus 2010
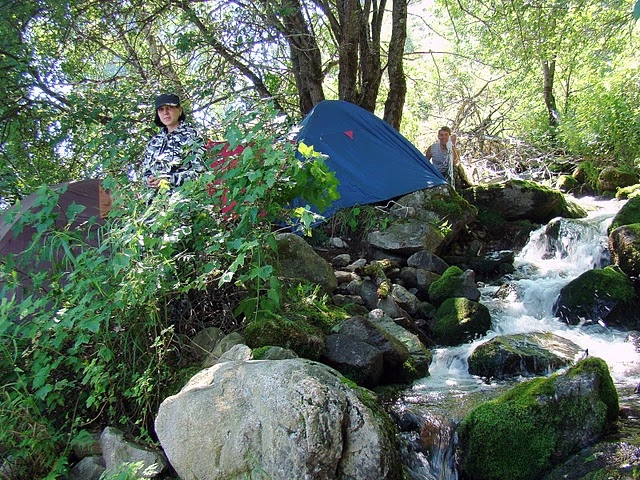
Op de rotskust, juli 2010
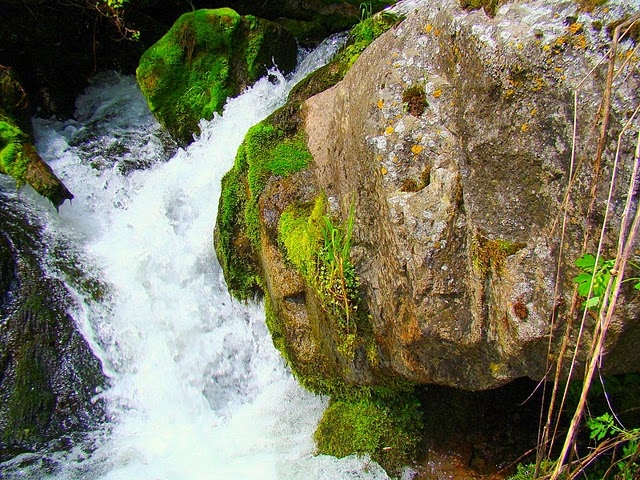
Waterval, augustus 2010
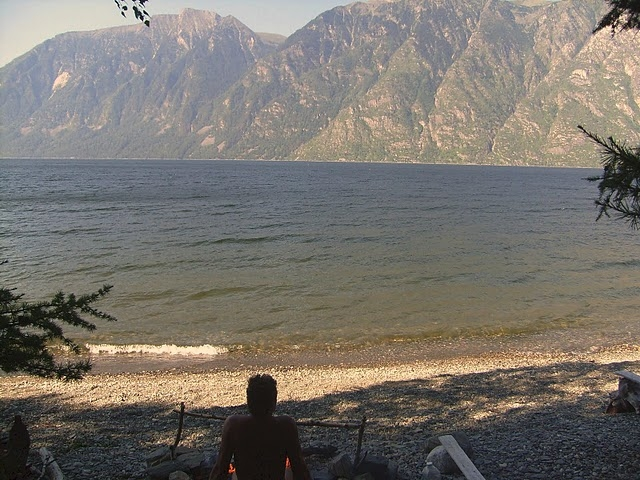
Vreugdevuur op het strand. augustus 2008
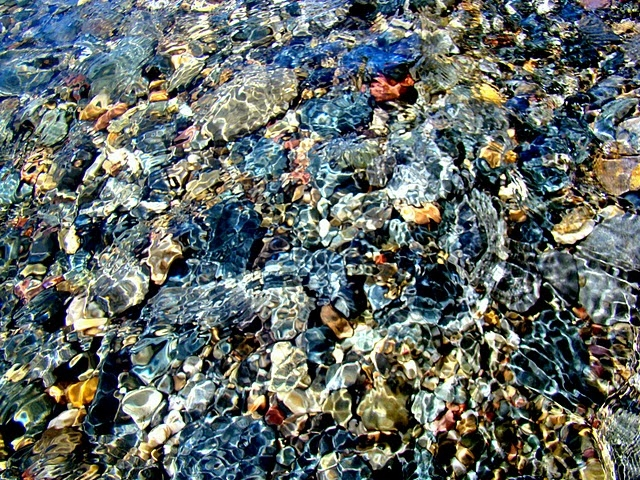
Aan de oever van het meer bij mooi weer, zomer 2010
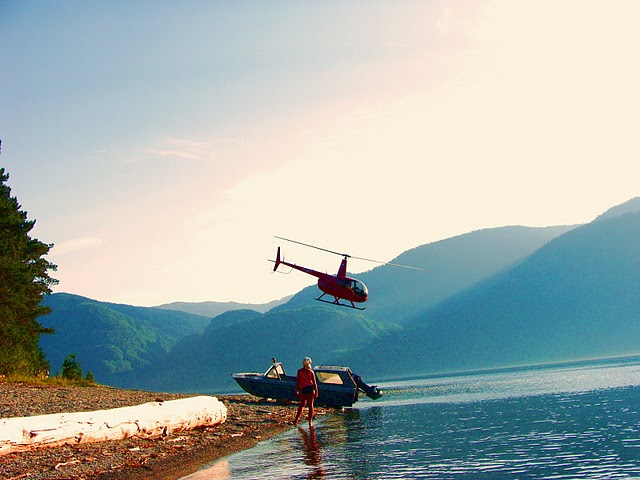
Luchtfotografie, juli 2010
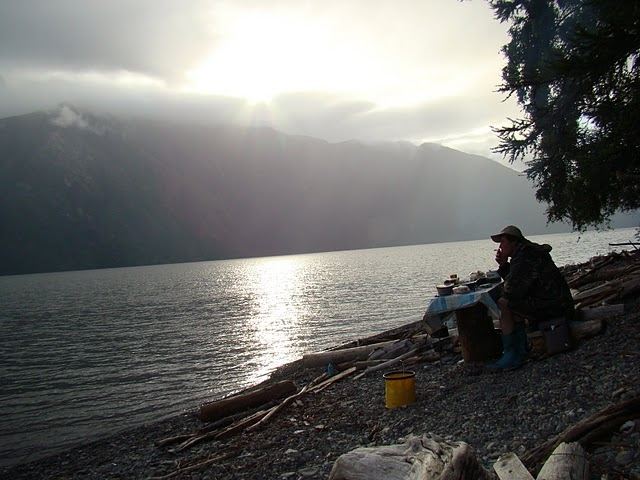
Vreemd avondlicht, juli 2010
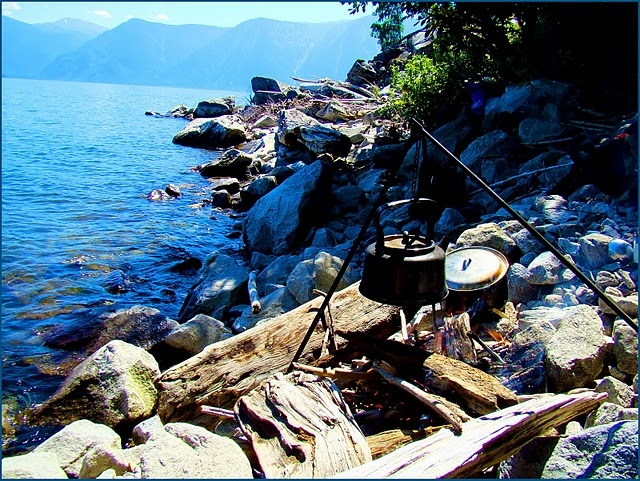
Kamperen aan land, augustus 2010
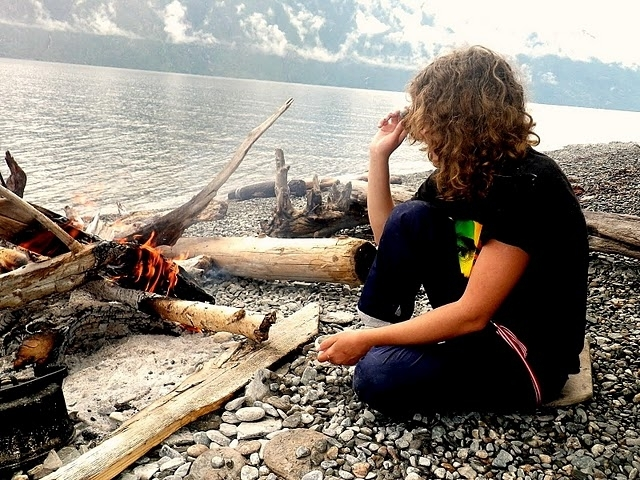
De jonge onderzoeker, juli 2010
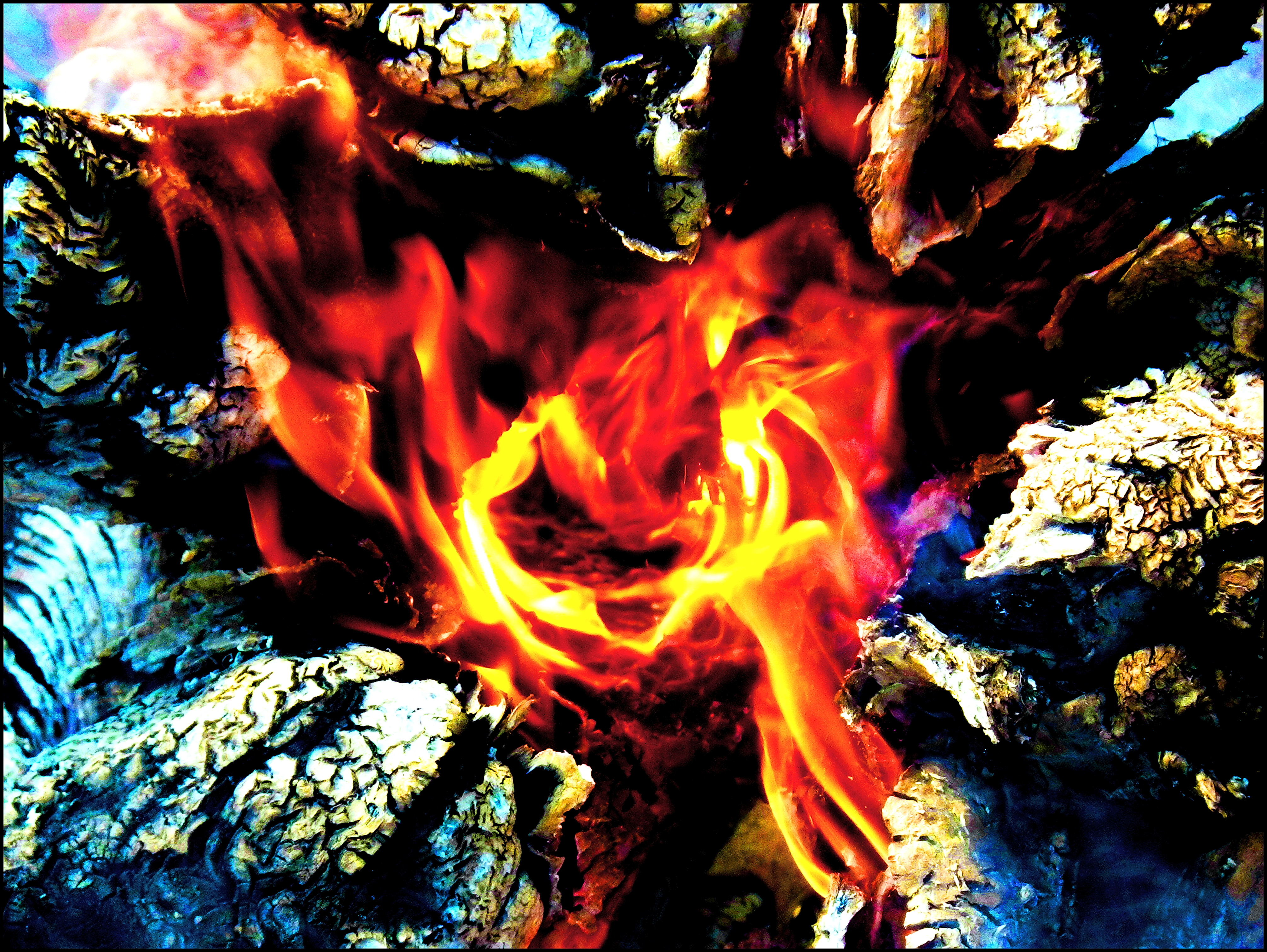
Laatste vuur, 23 augustus 2010
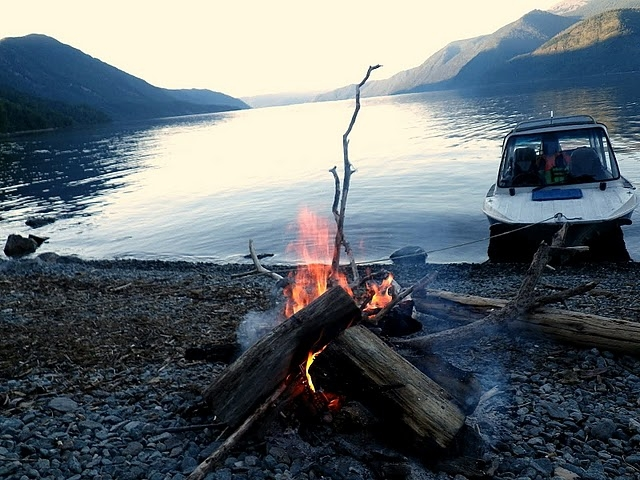
Laatste kamp, augustus 2010
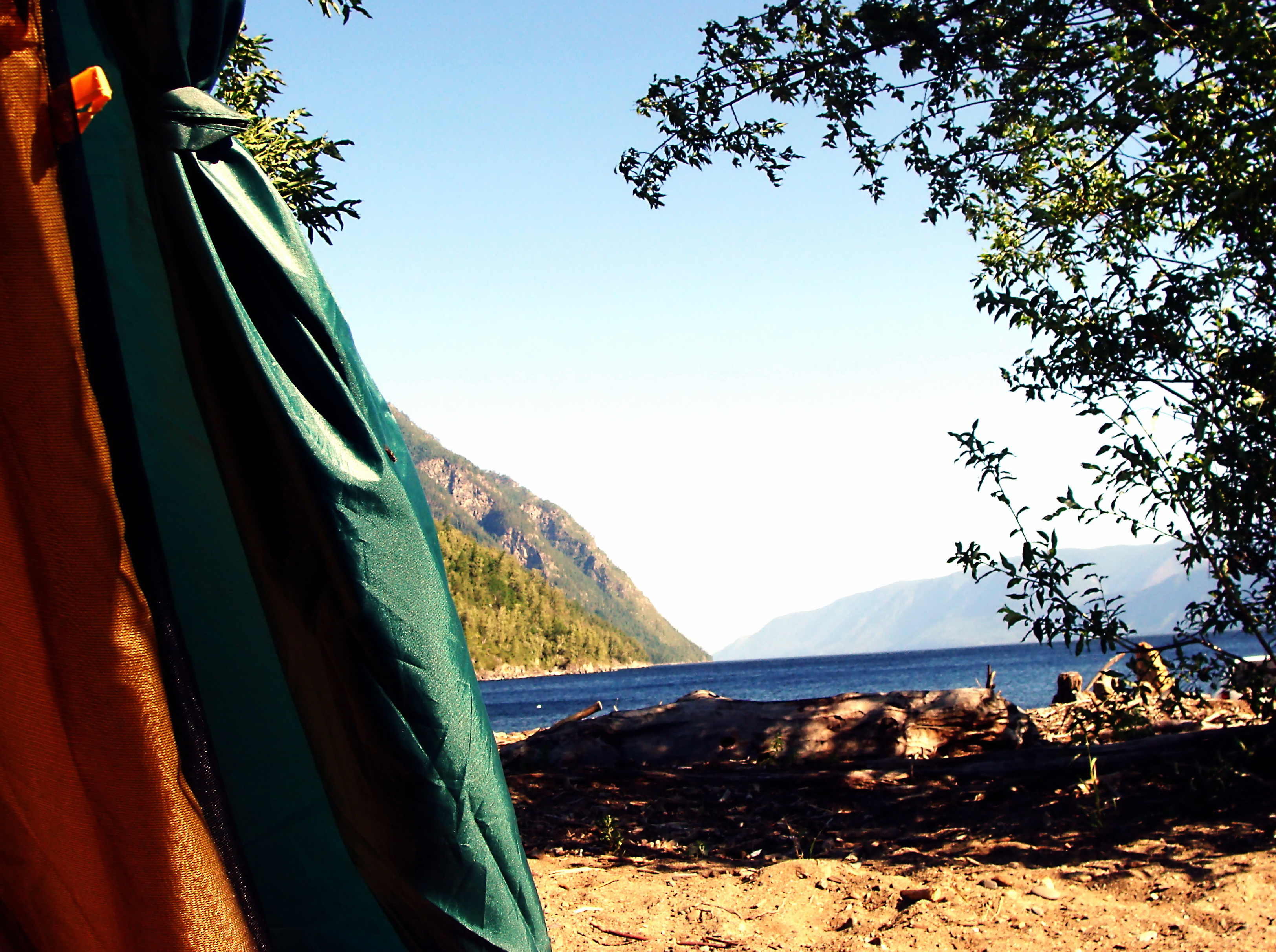
Ochtend. Zicht vanuit de tent, augustus 2009
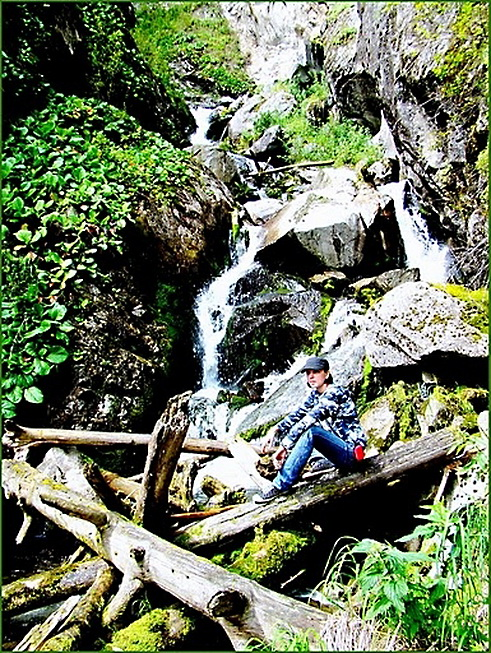
Taiga, augustus 2010
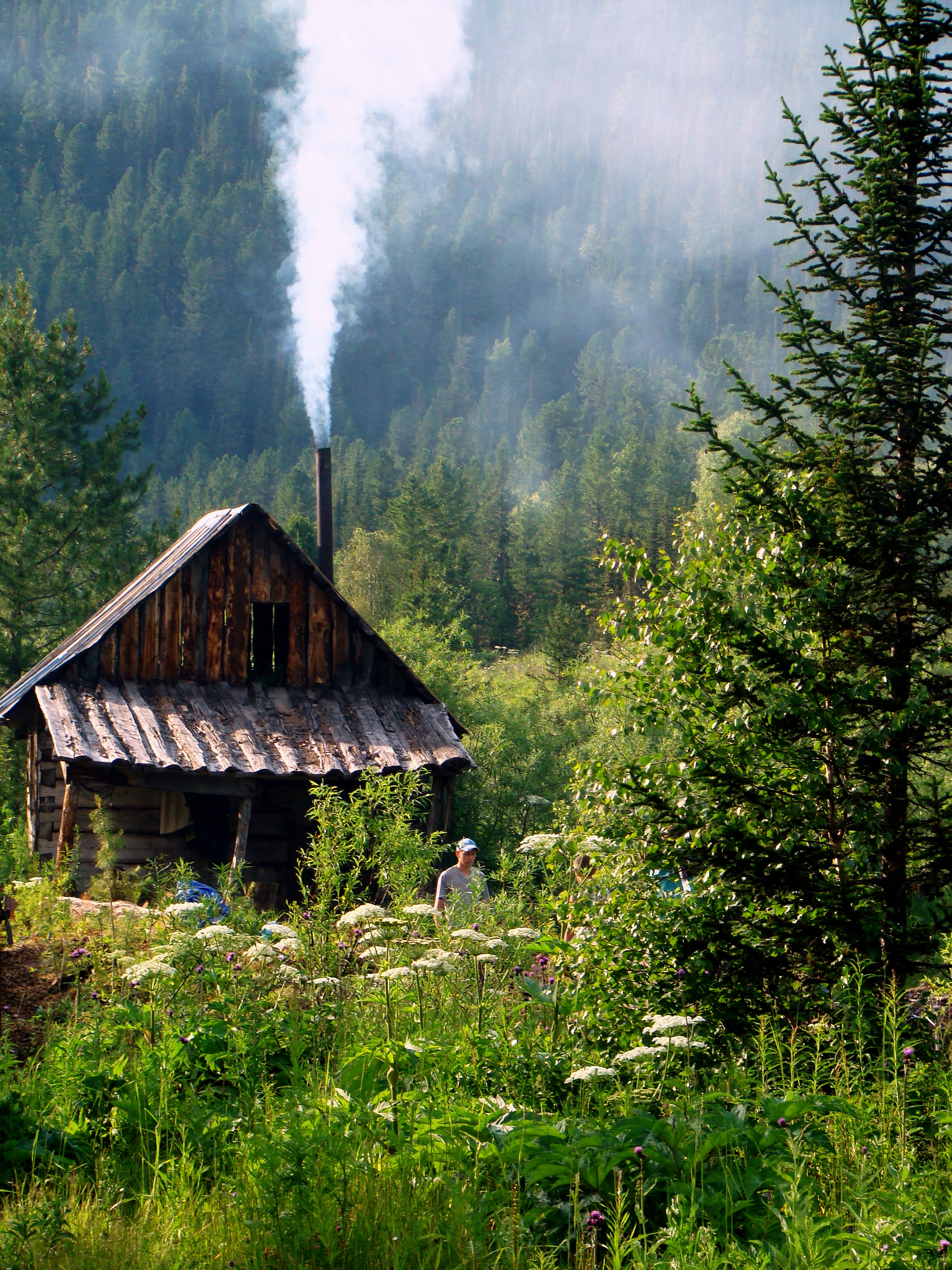
Badhuis, augustus 2009
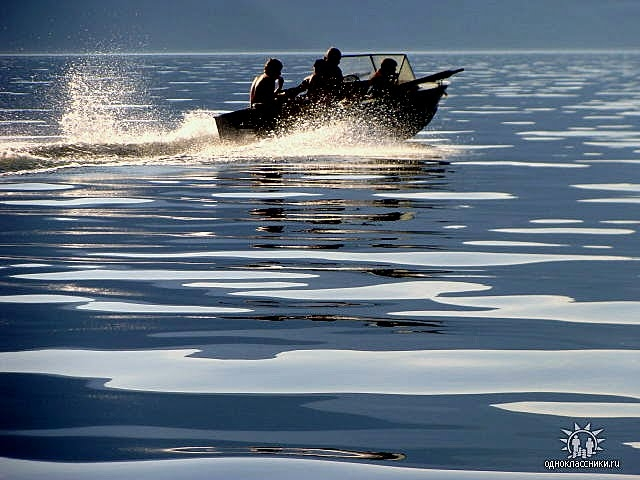
Route over het meer, juli 2008